# 意大利列車
義大利列車（義大利語：Trenitalia）是義大利的主要客運铁路公司，是義大利国家铁路（Ferrovie dello Stato）的全资子公司。義大利列車创建于2000年，当时欧盟要求各国开放铁路运输市场，義大利列車应运而生。

## 旅客运输
意大利列車提供意大利全国以及跨国的鐵路客運。

### 地区列车

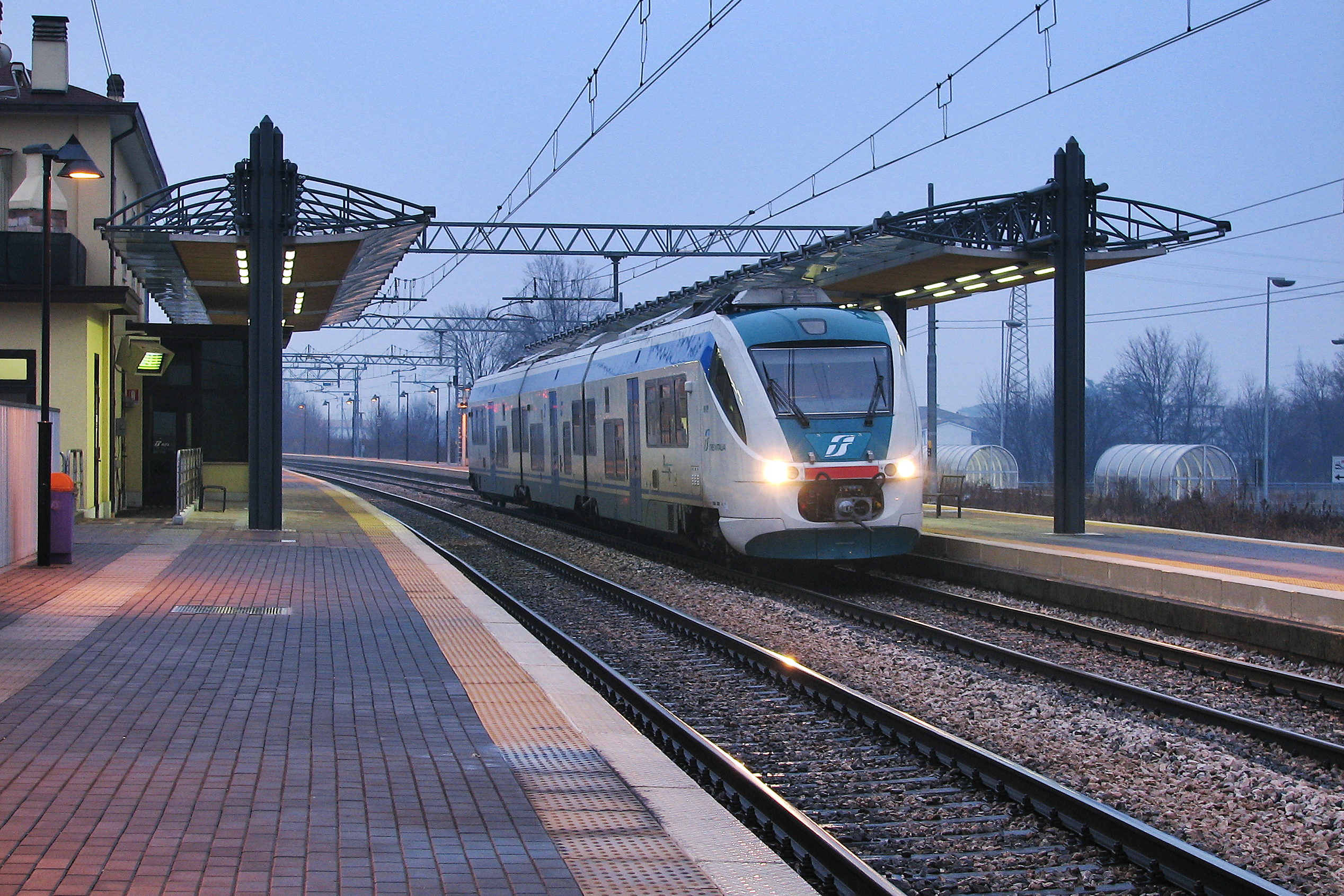
意大利列車Minuetto 地区列车

地区列车通常站站停车，连接大小城市。 Regionale veloce (快速地区) 列车则停站较少。

### 长途列车
意大利列車有两种长途列车： Frecce (箭型) 和Intercity（城际）列车。其中Frecce是高端服务，链接主要城市，包括三类: 
- 紅箭特快列車 (最高速度360 km/h（220 mph）), 是真正的高速铁路;
- 銀箭特快列車 (最高速度250 km/h（160 mph）), 是真正的高速铁路;
- 白箭特快列車 (最高速度200 km/h（120 mph）), 使用常规铁路线而不是高速铁路线.

Intercity城际列车链接主要车站和中等城市的车站，比Frecce要慢。

## 链接
维基共享资源上的相關多媒體資源：意大利列車
- Ferrovie dello Stato （页面存档备份，存于） （英文）
- Ferrovie dello Stato （页面存档备份，存于） （意大利文）
- Italian Railway Information
- Real-time train tracking - Trenitalia （页面存档备份，存于）